# 井冈山脊蛇
井冈山脊蛇（学名：Achalinus jinggangensis）为游蛇科脊蛇属的爬行动物，是中国的特有物种。分布于江西等地，其标本采集自山路边以及瓦砾下。该物种的模式产地在江西井冈山。

## 保育狀況
在2021年的野生动物保护名录里被列为中国国家二级保护动物。